# 南蔵院 (福岡県篠栗町)
南蔵院（なんぞういん）は、日本の福岡県糟屋郡篠栗町にある高野山真言宗の寺院。同宗の別格本山であり、篠栗四国八十八箇所の総本寺。ブロンズ製としては世界最大級となる仏像「釈迦涅槃像」などがあり、年間130万人以上の参拝者がある。開運の利益で知られる「出世大黒天」など、宝くじのパワースポットとしても著名となっている。

## 来歴
篠栗四国八十八箇所の完成（安政2年・1855年）後、高野山真言宗大本山・金剛峯寺から寺格を、1899年（明治32年）に正式な認可を獲得、当初は城戸川端堂という小堂であった。明治時代には、廃仏毀釈のあおりを受け霊場廃棄命令が出されたものの、地元民らの長年の嘆願の末に存続されることとなった。

## 伽藍
- 本堂　阿弥陀如来を奉る。
- 大師堂
- 女天堂
- 妙見堂
- 大黒堂
- 荒神堂　他

## 釈迦涅槃像
全長41メートル、高さ11メートル。ブロンズ製の涅槃像としては世界最大級とされている。開眼の折には当時の米国大統領ビル・クリントンからも祝辞が届いた。安置されている仏舎利は長年の貢献の返礼としてミャンマー仏教会から贈られたものである。

## 大黒天の札
本寺の住職・林覚乗がジャンボ宝くじやナンバーズ4などの宝くじで最大1億3000万円の高額当選を繰り返し、その際に手元に保有していた開運アイテムとして知られる、大黒天をかたどった紙製の札。敷地内の売店にて販売されている。

## 交通
鉄道
JR九州福北ゆたか線（篠栗線） 城戸南蔵院前駅下車すぐ。
自家用車
九州自動車道福岡インターチェンジより約9キロメートル。